# WASP-136
WASP-136 — звезда в созвездии Кита. Находится на расстоянии ок. 534 световых лет от Солнца. Вокруг звезды обращается, как минимум, одна планета.

## Характеристики
WASP-136 представляет собой жёлто-белый карлик главной последовательности 9,98 видимой звёздной величины, и не видна невооружённым глазом. Впервые в астрономической литературе звезда упоминается под наименованием HD 224861 в каталоге Генри Дрейпера, изданном в начале XX века. Её масса и радиус составляют 1,38 и 2,07 солнечных соответственно. Возраст звезды оценивается приблизительно в 3,62 миллиардов лет. Температура её поверхности составляет около 6250 кельвинов.

## Планетная система
В 2016 году группой астрономов, работающих в рамках программы SuperWASP, было объявлено об открытии планеты WASP-136 b в системе. Она представляет собой горячий газовый гигант, имеющий массу и радиус, равные 1,51 и 1,38 юпитерианских соответственно. Орбита планеты расположена очень близко к родительской звезде — на расстоянии около 0,06 а. е. Полный оборот вокруг звезды WASP-136 b совершает за 5 с лишним суток. Открытие планеты было совершено транзитным методом.